# Los Barrios de Gordón
Los Barrios de Gordón es una localidad española, perteneciente al municipio de La Pola de Gordón, en la provincia de León y la comarca de la Montaña Central, en la Comunidad Autónoma de Castilla y León. Está formado por el Barrio de Arriba y el Barrio de Abajo.
Situado sobre el Arroyo del Manaorio y el Arroyo de los Barrios, afluente del Río Bernesga.
Los terrenos de Los Barrios de Gordón limitan con los de Beberino al noreste, La Pola de Gordón al este, Huergas de Gordón, Nocedo de Gordón y Llanos de Alba al sureste, Sorribos de Alba y Olleros de Alba al sur, Santiago de las Villas, Cuevas de Viñayo y Piedrasecha al suroeste, Portilla de Luna, Sagüera de Luna y Mirantes de Luna al oeste y Geras, Paradilla de Gordón y Cabornera al noroeste.
Perteneció al antiguo Concejo de Gordón.

## Monumentos
- Castillo de Gordón, fortaleza construida en el siglo IX, por Alfonso III de Asturias.
- Ermita de San Roque, iglesia del siglo XIV.